# Meteorit St. Mark's
El meteorit St. Mark's és un meteorit de tipus condrita de 13,78 kg. que va caure l'any 1903 al districte de Chris Hani, al Cap Oriental, Sud-àfrica.

## Classificació
El meteorit és de tipus condrita enstatita, és a dir una condrita que majoritàriament té proporcions sub-solars Mg/Si i refractàries/Si, composicions d'isòtops d'oxigen que s'aproximen a la línia de fraccionament terrestre, i ensamblatges minerals molt reduïts (que contenen poc FeO, metall que conté silici i sulfurs d'elements normalment considerats litòfils). Pertany al grup EH, que es distingeix per tenir còndrules petites (0,2 mm), abundant metall (~ 10% vol), ser ric en Si (~ 3% en peso), i per un contingut mineral extremadament reduït, incloent niningerita (MgS) i perryita (silicur de Fe-Ni). El tipus 5 designa condrites que s'han metamorfosat en condicions suficients per homogeneïtzar l'olivina i el piroxè, convertir tots els piroxens amb baix contingut de calci a ortopiroxens, provocant el creixement de diversos minerals secundaris i desdibuixant els contorns de les còndrules.

## Mineralogia
Al meteorit s'hi han trobat 15 espècies minerals reconegudes per l'Associació Mineralògica Internacional: alabandita, cohenita, cubanita, daubreelita, djerfisherita, enstatita, grafit, kamacita, niningerita, oldhamita, perryita, quars, schreibersita, esfalerita i troilita, a més de minerals entre la sèrie que formen l'albita i l'anortita. A més es considera la localiat tipus d'una d'aquestes espècies: la djerfisherita, un sulfur de fórmula química K₆(Fe,Cu,Ni)25S26Cl, ja que és on va ser descoberta.